# لا کمپانی
لا کمپانی (به انگلیسی: La Compagnie) یک شرکت هواپیمایی با کد یاتا B0 است که در تاریخ ۲۰۱۳ میلادی تأسیس شده و در تاریخ ۲۰۱۴ فعالیتش را آغاز کرده‌است.
دفتر مرکزی لا کمپانی در فرانسه واقع شده‌است و به ۳ مقصد، پرواز مستقیم انجام می‌دهد.

## مقصدهای پروازی
فرانسه
- پاریس - فرودگاه شارل دوگل پاریس پایگاه

 بریتانیا
- لندن - فرودگاه لوتن لندن

 ایالات متحده آمریکا
- نیوآرک، نیوجرسی - فرودگاه بین‌المللی لیبرتی نیوآرک